# Juan Carreño Lara
Juan Carreño Lara (Ciudad de México, 14 de agosto de 1909 - Ciudad de México, 16 de diciembre de 1940) fue un futbolista mexicano que jugaba en la posición de delantero. Jugó para el Club de Fútbol Atlante casi toda su carrera, salvo una temporada que lo hizo para el España. Es reconocido por ser el autor del primer gol para México en unos Juegos Olímpicos y en un Mundial de Fútbol, en 1928 y 1930 respectivamente.

## Personaje
Juan Carreño, "El trompo" como le llamaban, nació el 14 de agosto de 1909 en un sector pobre de la Ciudad de México, empieza a jugar en los llanos donde logra alcanzar categoría y reconocimiento, fue así que en 1925 formó junto con los muchachos de la fábrica "La sedanita", que estaba en lo que fue la Casa Colorada por el acueducto de Chapultepec, un equipo de fútbol, poco tiempo después recibió una oferta para jugar con el Atlante.
También le dieron trabajo en la panadería de los hermanos Rosas, también futbolistas del Atlante, pero Carreño les respondió «mangos, que trabajen los bueyes. Yo solo juego fútbol».

## Carrera
Se caracterizó siempre por ser un jugador muy peculiar, no respetaba mucho los estatutos ni las reglas, pero al momento de demostrar en el campo de juego lo hacía de gran manera. Era jugador con picardía y varias historias sobre él se cuentan por su particularidad, como en aquella ocasión en que apostó contra jugadores de Necaxa, y al no tener dinero para pagarles y verse abajo en el marcador, Carreño tomó el balón desde media cancha y se fue adentrando en triangulaciones con "El Diente" Rosas, se metió en el área y justo cuando Rosas centraba ante la marcación de un solo defensa, "El Trompito" bajó el short al del Necaxa, sin que el árbitro -el flaco Estévez- pudiera ver lo acontecido, ya que era distraído a larga distancia por otro de los compinches del "Trompo". 
Así, ante las protestas del rival, Atlante obtenía una victoria y los necaxistas tenían que pagarle la apuesta con pulque en la casa de María Limón ubicada en la Merced, quien fuera la llamada "novia" de Juan Carreño, puesto que era una prostituta.
Carreño en su afán por no respetar las reglas, sonsacaba a sus compañeros de juego para que lo siguieran en sus fiestas, en una ocasión un sábado por la noche decide invitar a varios a la casa de María Limón, aun cuando el siguiente día tenían juego por el barrio de la Teja en contra del Asturias, entonces campeón del fútbol mexicano. Después de pasar toda la noche de parranda los jugadores fueron directamente de la casa de María Limón al juego, fue entonces cuando el General Núñez entonces presidente del Atlante, se dio cuenta del estado en que venían sus jugadores, inmediatamente mando llamar a la policía para que se llevaran a las "damas" que acompañaban a los jugadores del Atlante y mande a jugar a aquellos que estuvieran sobrios y uno que otro aún en estado alcohólico, al final el Atlante ganaría por marcador de 4-1 y como premio Nuñez le dio 300 pesos a Carreño para que fueran a comer unos caldos y que se les bajara la cruda
Durante la Copa Mundial de Fútbol de 1930 anotó un gol a Francia al minuto 70' a pase de Dionisio Mejía al portero francés Augustin Chantrel, partido que terminó con el marcador de 4-1 favor Francia.  

## Selección mexicana
Partidos internacionales con la Selección Nacional: 8
Goles internacionales con la Selección Nacional: 2
Mundiales disputados: 1 (1930) 
Partidos jugados en Copas del Mundo: 3
Goles anotados en Copas del Mundo: 1

### Participaciones en Copas del Mundo
| Mundial                | Sede    | Resultado    |
| ---------------------- | ------- | ------------ |
| Copa Mundial FIFA 1930 | Uruguay | Primera Fase |

### Participaciones en Juegos Olímpicos
| Mundial               | Sede      | Resultado    |
| --------------------- | --------- | ------------ |
| Juegos Olímpicos 1928 | Ámsterdam | Primera Fase |

## Clubes

### Trayectoria
| Periodo   | Club       |
| --------- | ---------- |
| 1927-1933 | Atlante FC |
| 1933-1934 | RC España  |
| 1934-1939 | Atlante FC |

## Palmarés

### Títulos Clubes
| Título             | Club       |
| ------------------ | ---------- |
| Liga Mayor 1931-32 | Atlante FC |
| Liga Mayor 1933-34 | RC España  |

### Distinciones
| Distinción                                                    |
| ------------------------------------------------------------- |
| Primer Mexicano en anotar un gol en Juegos Olímpicos en 1928  |
| Primer Mexicano en anotar un gol en Copa Mundial FIFA en 1930 |
| Campeón de Goleo Liga Mayor 1931-32 con Atlante FC            |